# Słucz (Polska)
Słucz – wieś w Polsce położona w województwie podlaskim, w powiecie grajewskim, w gminie Radziłów.

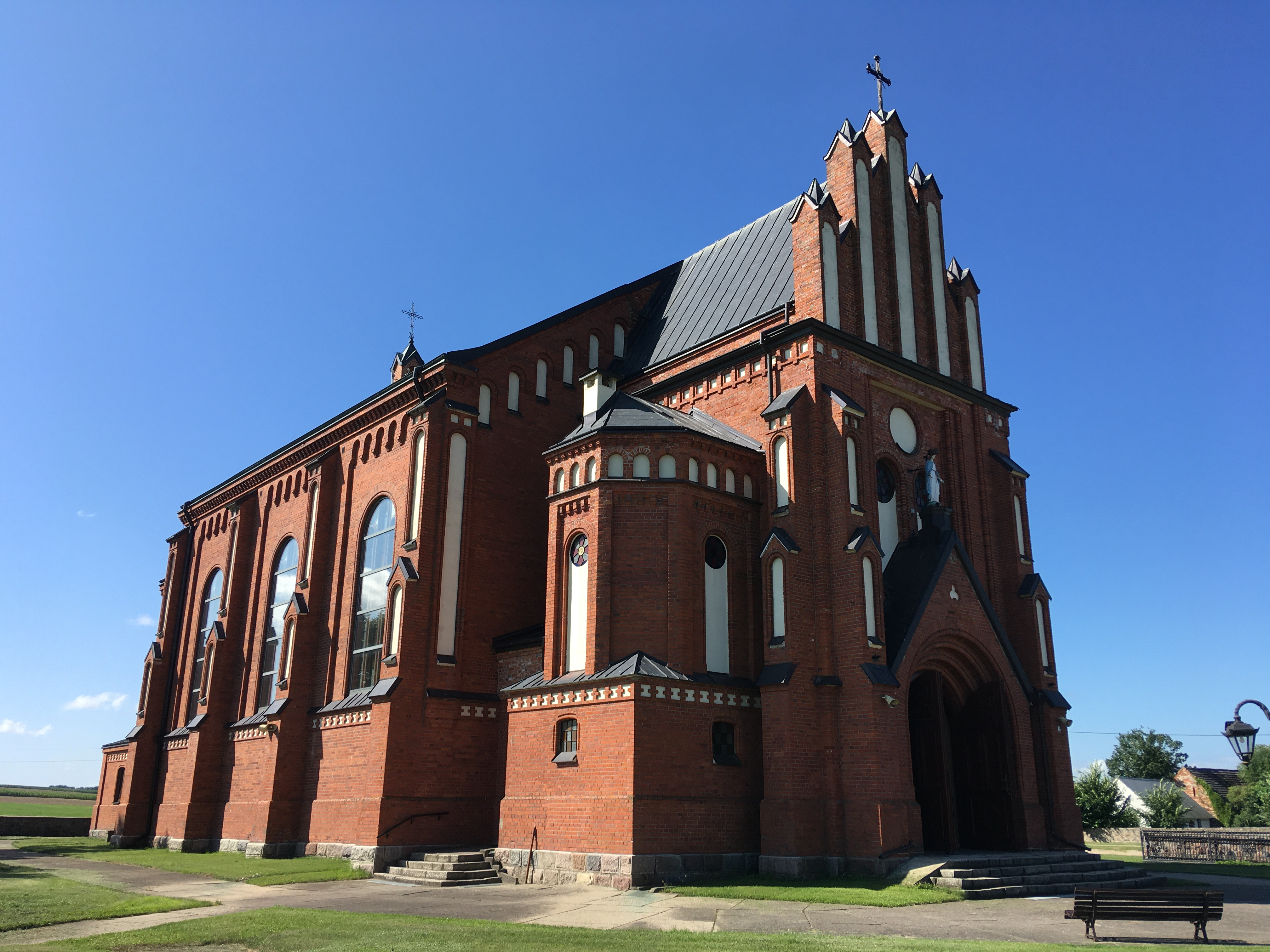
Kościół Narodzenia Najświętszej Maryi Panny w Słuczu

Prywatna wieś szlachecka położona była w drugiej połowie XVI wieku w powiecie radziłowskim ziemi wiskiej województwa mazowieckiego. W latach 1975–1998 miejscowość administracyjnie należała do województwa łomżyńskiego.
W miejscowości znajduje się kościół, który jest siedzibą parafii rzymskokatolickiej Narodzenia NMP. W strukturze Kościoła rzymskokatolickiego parafia należy do metropolii białostockiej, diecezji łomżyńskiej, dekanatu Szczuczyn.